# Denderup Vænge
Denderup Vænge är en skog i Danmark. Den ligger i Region Själland, i den sydöstra delen av landet. Denderup Vænge ligger på ön Sjælland.